# 長田正松
長田 正松（おさだ しょうまつ、1915年〈大正4年〉5月1日 - 2003年〈平成15年〉12月25日）は、日本の実業家。有限会社つかれ酢本舗創業者。政治運動家。

## 経歴・人物
- 1915年5月　新潟県長岡市に生まれる。
- 1933年12月　満州独立守備隊（満州国奉天省蓋平県大石橋駐屯）に現役志願し入隊。
- 1944年8月　第118師団が蒙彊の大同に新設されたことに伴い同師団衣糧科長となる。
- 1945年6月　主計大尉昇進に伴い師団経理部高級部員となる。
- 1945年8月　終戦。間もなく復員。長岡市に戻る。
- 1951年11月　呉羽紡績株式会社長岡工場新設に伴い入社。従業員となる。
  - 在職中、自身の肩こりを酢を飲用して直したことから、酢の効果を知りその普及を志し、1962年に著書『酢で疲れが消える』を自費出版。
- 1965年10月　呉羽紡績長岡工場閉鎖のため退職し、上京。東京都中野区江古田に有限会社つかれ酢本舗を創業し、代表取締役社長となる。酢の中のクエン酸を「つかれ酢」と名づけ、その普及事業を開始する。
  - 「つかれ酢」を用いた健康食品等を開発。
  - 日本全国に「つかれ酢普及会」を設立し商品を販売。
  - 栄養士・衛生管理者の資格を取得し、「お酢博士」を名乗って活動。関連著書を多数出版。
  - 生活改良普及員を務める。
  - つかれ酢本舗社員・つかれ酢普及会（販売店）・同社商品愛用者らとともに「日本愛酢会」を結成し代表となる。
- 1980年7月　第12回参議院議員通常選挙全国区に無所属（「日本愛酢会」推薦）で立候補し、落選（得票35463、103人中71位）。供託金没収。
- 1981年　商品の製造・販売に際して薬効について記載した広告を添付していたことが発覚し、薬事法違反で摘発される。刑事事件となり最高裁判所まで争う。
- 1982年9月　最高裁判所で薬事法違反の有罪確定[要出典]。
- 1986年 公職選挙法違反（宣伝目的の虚偽立候補）でも有罪が確定し、公民権停止処分を受ける[要出典]。
- 1988年7月　アメリカ・ホノルル大学（ハワイ州）とオリンピアン・インターナショナル・スポーツ大学より運動医学と栄養学の名誉博士号を授与される。
- 公民権停止処分解除直後の1992年7月の第14回参議院議員通常選挙に際し、日本愛酢会を母体として政治団体「日本愛酢党」（略称：あいす）を結党し、代表となる。比例代表区に同党名簿搭載第1位で立候補したが、落選、供託金没収。
- 1999年　「国連政治文化大学」の名誉教授に就任（＝自称）。
- 2003年3月14日　有限会社つかれ酢本舗の代表取締役を丸山滋子に譲り辞任、取締役会長となる[1]。同年12月25日死去[2]、88歳没。
- 2017年6月1日　有限会社つかれ酢本舗は株式会社となった。

## 選挙立候補とその後の影響
- 長田は参議院選挙に二度立候補している。二度とも「日本国憲法を守って平和を実現」「健康で楽しい日本を創る」「薬害の防止と医療行政の改革」等後付けとみられるような公約を織り交ぜながらも、専ら自身が考える酢の効用と、酢によって不老長寿・無病息災を実現することを主張した。「（自分は酢の研究で）ノーベル賞を貰えると言われたのでスウェーデンに行って調べている」と、酢に関することを前面に押し出す自己紹介となっていた。
- 1992年の参議院選挙落選後の1993年に出版した自著『クエン酸は神薬です　酢の健康法　普及版』の「あとがき」の中で、「金儲けでないと思って、安くして広めています。幸い広告不要で、鼠算的に広まりつつありますが、広告しなければ限度があります。それで広告の方法として参議院選挙を利用することにしました。勿論当選したら国会から大いに酢、クエン酸を宣伝しますが、当選しなくても広告になりました」と述べ、参議院選挙を宣伝のために使った、当選したら国会で酢の宣伝をする、と公言していた。政見放送や選挙公報・無料広告の利用を狙って、政治とは無関係の個別の関心事の宣伝や売名のために立候補する長田のような候補者の存在が問題視され、供託金の増額や無料広告の制限（確認団体であっても得票率1%未満の場合は実費負担）等、少数派に不利な制度改正が行われる契機の一つとなった[要出典][注 1]。
- 選挙後「日本愛酢党」は解散した（なお「日本愛酢会」は存続し、酢の普及・宣伝活動などを行った）。

## 著書
以下は総て自費出版である。
- 『酢で疲れが消える』1962年 　健康食調理普及協会
- 『バカとケチンボとナマケモノは酢を飲まない 酢と健康』1976年　グッドライフクラブ／発行・泰流社／発売
- 『バカ・ケチ・ナマケは酢を飲まない』1981年　光書房　ISBN 4-89322-014-4
- 『酢（クエンサン）は神薬です』1984年　光書房　ISBN 4-89322-053-5
- 『生命（いのち）と酢（クエン酸） なぜ酢は百薬の長なのか!その驚異的健康効果を明かす』 1987年　健友館  ISBN 4-87461-147-8
- 『酢（クエン酸）は病まず疲れず クエン酸時代到来を告げるこの証』1988年　健友館　ISBN 4-87461-172-9
- 『バカ、ケチ、ナマケは酢を飲まない 酢の健康法 決定版』1990年　ハート出版　ISBN 4-938564-35-1
- 『酢は寿 驚く効きめ』1991年　ベターライフクラブ／発行・ハート出版／発売　ISBN 4-938564-63-7
- 『薬を減らして酢（クエン酸）を飲もう 成人病の予防と治療に役立つ 新版』（ヘルスブックス）　1991年　健友館　ISBN 4-87461-223-7
- 『愛と酢は地球を救う 最新版酢の健康法』1992年　ハート出版　ISBN 4-938564-80-7　（中川慶光との共著）
- 『クエン酸は神薬です 酢の健康法 普及版』1993年　ベターライフクラブ／発行・ハート出版／発売　ISBN 4-89295-023-8
- 『長田正松のクエン酸健康法 クエン酸を広めて三十余年』1994年　光書房　ISBN 4-89322-336-4
- 『医者に見放されたらクエン酸』1999年　メタモル出版　長田正松／監修・ベターライフクラブ／編　ISBN 4-89595-139-1
- 『クエン酸健康法で100歳まで生きる』2000年　メタモル出版　ISBN 4-89595-268-1 （小島徹との共著）
- 『クエン酸で医者いらず 新健康法』（元気健康ブックス）2003年　日東書院　ISBN 4-528-01393-2　（小島徹との共著）

ほか多数。